# Conor Maynard

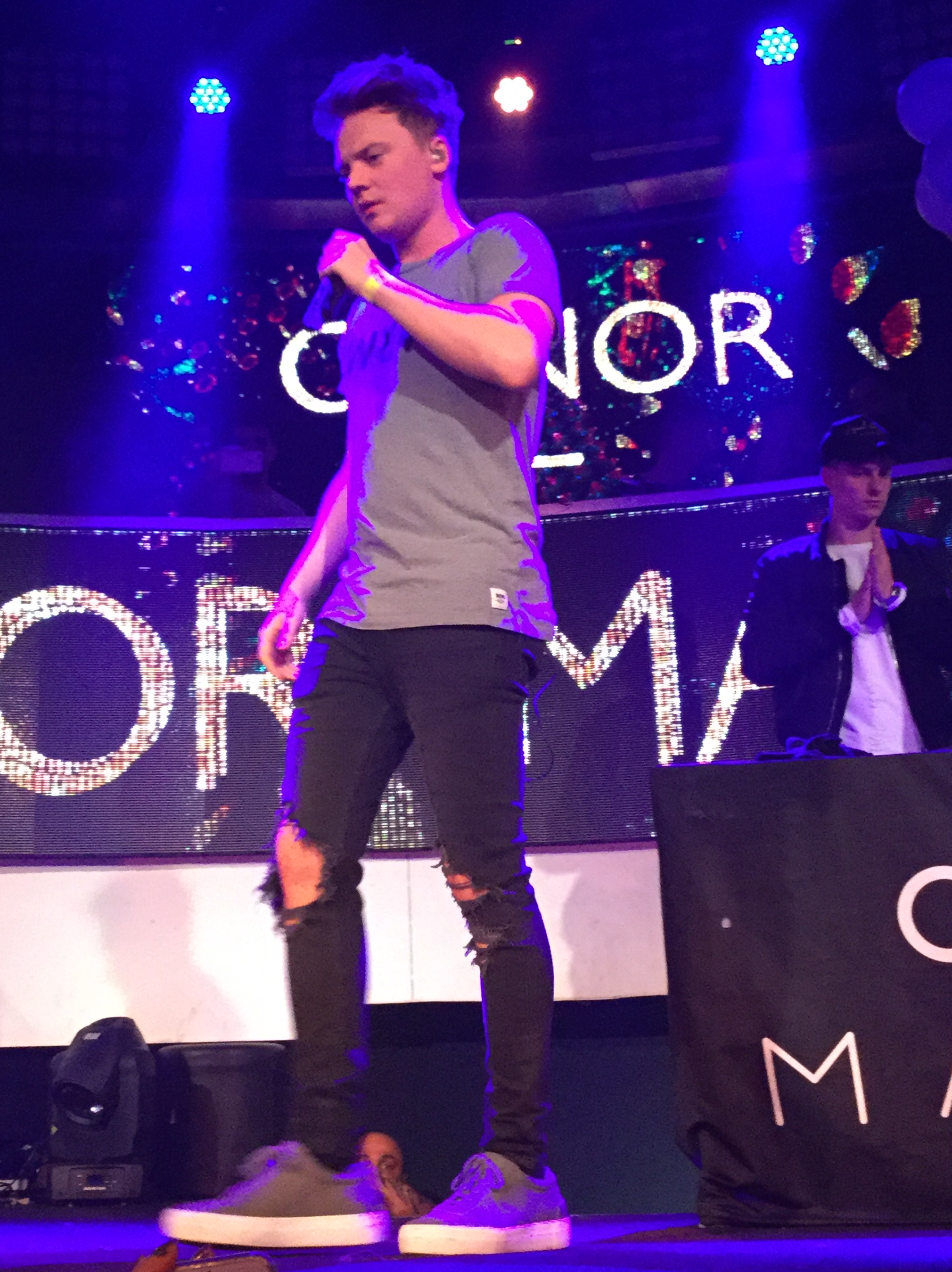
Conor Maynard (2017)

Conor Maynard (* 21. November 1992 in Brighton) ist ein britischer Popsänger.

## Werdegang
Maynard meldete sich im Mai 2006 bei der Videoplattform YouTube an und lud eine Interpretation des Titels Breathe von Lee Carr hoch. In den folgenden Jahren folgten weitere Coverversionen, die er zum Teil mit seinem Freund, dem Rapper Anthony Melo einspielte, darunter Crawl von Chris Brown, Dynamite von Taio Cruz, Price Tag von Jessie J und E.T. von Katy Perry.
Im November 2011 wurde er vom Musiksender MTV neben Delilah, Michael Kiwanuka, Lana Del Rey und Lianne La Havas für den Nachwuchspreis Brand New for 2012 nominiert, den er mit etwa 45 % der Zuschauerstimmen gewinnen konnte. Ende 2011 erhielt er einen Plattenvertrag bei dem Label Parlophone und begann mit den Arbeiten an seinem Debütalbum. Seine erste Single Can’t Say No erschien am 15. April 2012 und stieg auf Platz 2 der britischen Charts ein. Das Lied wurde anschließend auch in weiteren europäischen Ländern und in Australien veröffentlicht und konnte sich auch dort in den Charts platzieren.
Vor der Albumveröffentlichung erschien Maynards zweite Single Vegas Girl, die es bis auf Platz 4 in Großbritannien schaffte und wie der Vorgänger auch in Deutschland Platz 63 erreichte. Ende Juli kam dann das Album Contrast heraus und eroberte auf Anhieb Platz 1 der UK-Charts.
Die dritte Single Turn Around mit Ne-Yo ist am 8. Oktober 2012 erschienen. Sie konnte sich schon vorher in Großbritannien auf Platz 8 der Charts platzieren. Das Musikvideo kam am 10. September heraus.
Als nächste Single aus dem Album wurde Animal präsentiert, an der Wiley mitwirkte. Sie erschien am 21. Januar 2013. Das dazugehörige Video erschien schon am 10. Dezember 2012. Mit dem Track R U Crazy, der am 4. Oktober 2013 veröffentlicht wurde, erreichte er ein weiteres Mal die Top-10 der britischen Single-Charts. Mit einer Platzierung auf Platz 4, wurde der Song mit einer silbernen Schallplatte ausgezeichnet.
Mit der im März 2015 erschienenen Single Talking About konnte er nicht an den Erfolg des Vorgängers anschließen. Es folgte Royalty im April 2015.
Im Jahr 2016 kam es zu Kollaborationen mit verschiedenen EDM-Projekten. So arbeitete er mit unter anderem Kris Kross Amsterdam, DJ Antoine und Drumsound & Bassline Smith zusammen. Bei der Kris-Kross-Amsterdam-Single Are You Sure? steuerte er den Gesang gemeinsam mit dem US-Rapper Ty Dolla $ign bei. Der mit Marcus Butler produzierte Hip-Hop-Track I’m Famous erreichte Platz 85 der britischen Single-Charts.
Im Juni 2017 veröffentlichte Maynard den Track Understand Me, der in Zusammenarbeit mit dem niederländischen DJ und Produzenten CMC$ entstand und über Martin Garrix Plattenlabel „STMPD RCRDS“ erschien. Gemeinsam mit Cash Cash wurde der Song All My Love veröffentlicht.
Mit That Way wurde in Zusammenarbeit mit Simone Giani und Mattia Mavi alias S :D J :M im Januar 2018 eine Coverversion des Liedes I Want It That Way von den Backstreet Boys aus dem Jahr 1999. Im Sommer des Jahres 2018 wurde in Zusammenarbeit mit dem schwedischen DJ und Produzenten Alesso der Future-Progressive-Song Remedy veröffentlicht. Es folgte das Future-Bass-Lied Hold On Tight, das in Kollaboration mit R3hab entstand.
Am 22. Juni 2018 veröffentlichte Maynard seine zweite Kollaboration mit Kris Kross Amsterdam, bei der ebenfalls der niederländische Produzent The Boy Next Door mitwirkte. Dabei kam eine Cover-Version des Liedes Whenever, Wherever von Shakira aus dem Jahr 2001 heraus. Die Cover-Version gelang der Einstieg in die offiziellen Single-Charts von unter anderem Deutschland, Großbritannien sowie in der Kategorie Dance und Electronic in den USA.
Am 7. Dezember 2018 wurde das Lied How You Love Me, eine Zusammenarbeit mit Hardwell und Snoop Dogg, veröffentlicht.

## Diskografie

### Studioalben
| Jahr | Titel     | Höchstplatzierung, Gesamtwochen, AuszeichnungChartplatzierungen (Jahr, Titel, Platzierungen, Wochen, Auszeichnungen, Anmerkungen) | Höchstplatzierung, Gesamtwochen, AuszeichnungChartplatzierungen (Jahr, Titel, Platzierungen, Wochen, Auszeichnungen, Anmerkungen) | Höchstplatzierung, Gesamtwochen, AuszeichnungChartplatzierungen (Jahr, Titel, Platzierungen, Wochen, Auszeichnungen, Anmerkungen) | Höchstplatzierung, Gesamtwochen, AuszeichnungChartplatzierungen (Jahr, Titel, Platzierungen, Wochen, Auszeichnungen, Anmerkungen) | Höchstplatzierung, Gesamtwochen, AuszeichnungChartplatzierungen (Jahr, Titel, Platzierungen, Wochen, Auszeichnungen, Anmerkungen) | Anmerkungen                          |
| Jahr | Titel     | DE | AT | CH | UK | US | Anmerkungen                          |
| ---- | --------- | --- | --- | --- | --- | --- | ------------------------------------ |
| 2012 | Contrast  | DE69 (1 Wo.)DE | AT72 (1 Wo.)AT | CH40 (3 Wo.)CH | UK1 Gold · (18 Wo.)UK | US34 (2 Wo.)US | Erstveröffentlichung: 30. Juli 2012  |
| 2016 | Covers    | — | — | — | — | — | Erstveröffentlichung: 5. August 2016 |
| 2023 | +11 Hours | — | — | — | — | — | Erstveröffentlichung: 9. Juni 2023   |

### Singles als Leadmusiker
| Jahr | Titel Album           | Höchstplatzierung, Gesamtwochen, AuszeichnungChartplatzierungen (Jahr, Titel, Album, Platzierungen, Wochen, Auszeichnungen, Anmerkungen) | Höchstplatzierung, Gesamtwochen, AuszeichnungChartplatzierungen (Jahr, Titel, Album, Platzierungen, Wochen, Auszeichnungen, Anmerkungen) | Anmerkungen                                       |
| Jahr | Titel Album           | DE | UK | Anmerkungen                                       |
| ---- | --------------------- | --- | --- | ------------------------------------------------- |
| 2012 | Can’t Say No Contrast | DE63 (4 Wo.)DE | UK2 Silber · (15 Wo.)UK | Erstveröffentlichung: 2. März 2012                |
| 2012 | Vegas Girl Contrast   | DE63 (2 Wo.)DE | UK4 (5 Wo.)UK | Erstveröffentlichung: 20. Juli 2012               |
| 2012 | Turn Around Contrast  | DE76 (1 Wo.)DE | UK8 Silber · (12 Wo.)UK | Erstveröffentlichung: 5. Oktober 2012 feat. Ne-Yo |
| 2013 | Animal Contrast       | — | UK6 Silber · (7 Wo.)UK | Erstveröffentlichung: 21. Januar 2013 feat. Wiley |
| 2013 | R U Crazy –           | — | UK4 Gold · (11 Wo.)UK | Erstveröffentlichung: 4. Oktober 2013             |
| 2015 | Talking About –       | — | UK44 (1 Wo.)UK | Erstveröffentlichung: 2. März 2015                |

Weitere Singles
- 2012: Better Than You (feat. Rita Ora)
- 2012: Drowning (Promo-Single)
- 2013: Pictures (Promo-Single)
- 2015: Royalty
- 2016: Are You Sure? (mit Kris Kross Amsterdam feat. Ty Dolla $ign)
- 2017: Understand Me (mit CMC$)
- 2018: That Way (mit S :D J :M)
- 2018: Hold on Tight (mit R3hab)
- 2019: Hate How Much I Love You
- 2019: Not Over You
- 2019: Ooh Girl (mit Kris Kross Amsterdam feat. A Boogie wit da Hoodie)
- 2019: Someone You Loved
- 2019: Waste Your Time
- 2021: Early in the Morning (mit Kris Kross Amsterdam & Shaggy)
- 2023: Stay (Never Leave) (mit Kris Kross Amsterdam & Sera)

### Singles als Gastmusiker
| Jahr | Titel Album  | Höchstplatzierung, Gesamtwochen, AuszeichnungChartplatzierungen (Jahr, Titel, Album, Platzierungen, Wochen, Auszeichnungen, Anmerkungen) | Höchstplatzierung, Gesamtwochen, AuszeichnungChartplatzierungen (Jahr, Titel, Album, Platzierungen, Wochen, Auszeichnungen, Anmerkungen) | Höchstplatzierung, Gesamtwochen, AuszeichnungChartplatzierungen (Jahr, Titel, Album, Platzierungen, Wochen, Auszeichnungen, Anmerkungen) | Höchstplatzierung, Gesamtwochen, AuszeichnungChartplatzierungen (Jahr, Titel, Album, Platzierungen, Wochen, Auszeichnungen, Anmerkungen) | Anmerkungen                                                                                      |
| Jahr | Titel Album  | DE | AT | CH | UK | Anmerkungen                                                                                      |
| ---- | ------------ | --- | --- | --- | --- | ------------------------------------------------------------------------------------------------ |
| 2016 | I’m Famous – | — | — | — | UK85 (1 Wo.)UK | Erstveröffentlichung: 22. Januar 2016 Marcus Butler feat. Conor Maynard                          |
| 2018 | Whenever –   | DE46 Gold · (14 Wo.)DE | AT56 (5 Wo.)AT | CH68 (7 Wo.)CH | UK95 (2 Wo.)UK | Erstveröffentlichung: 22. Juni 2018 Kris Kross Amsterdam & The Boy Next Door feat. Conor Maynard |

Weitere Gastbeiträge
- 2016: Dancing in the Headlights (DJ Antoine feat. Conor Maynard)
- 2016: Catch Me Here (Drumsound & Bassline Smith feat. Conor Maynard)
- 2017: All My Love (Cash Cash feat. Conor Maynard)
- 2018: Remedy (Alesso feat. Conor Maynard)
- 2018: How You Love Me (Hardwell feat. Conor Maynard & Snoop Dogg)
- 2018: Way Back Home (Sam Feldt Edit) (Shaun feat. Conor Maynard)
- 2019: Pray (Alok feat. Conor Maynard)
- 2019: Medicine (Anth feat. Conor Maynard)
- 2020: Talk to Me (Sam Feldt Edit) (Möwe feat. Conor Maynard & Rani)

## Auszeichnungen für Musikverkäufe
| Goldene Schallplatte - Australien - 2012: für die Single Turn Around - 2013: für die Single Can’t Say No - Belgien - 2019: für die Single Whenever - Dänemark - 2013: für das Streaming Turn Around - 2023: für die Single Remedy - 2023: für das Album Covers - Italien - 2019: für die Single Remedy - 2021: für die Single Whenever - Neuseeland - 2015: für die Single Turn Around - 2019: für die Single Whenever - Niederlande - 2024: für die Single Stay (Never Leave) - Polen - 2021: für die Single Whenever - 2023: für die Single Remedy - Spanien - 2024: für die Single Remedy | Platin-Schallplatte - Dänemark - 2019: für die Single Whenever - Polen - 2022: für die Single Early in the Morning - 2024: für die Single Someone You Loved - Schweden - 2019: für die Single Remedy 2× Platin-Schallplatte - Brasilien - 2023: für die Single Remedy |

Anmerkung: Auszeichnungen in Ländern aus den Charttabellen bzw. Chartboxen sind in ebendiesen zu finden.
| Land/RegionAuszeichnungen für Musikverkäufe (Land/Region, Auszeichnungen, Verkäufe, Quellen) | Silber     | Gold       | Platin     | Verkäufe  | Quellen              |
| -------------------------------------------------------------------------------------------- | ---------- | ---------- | ---------- | --------- | -------------------- |
| Australien (ARIA)                                                                            | —          | 2× Gold2   | —          | 70.000    | aria.com.au          |
| Belgien (BRMA)                                                                               | —          | Gold1      | —          | 20.000    | ultratop.be          |
| Brasilien (PMB)                                                                              | —          | —          | 2× Platin2 | 80.000    | pro-musicabr.org.br  |
| Dänemark (IFPI)                                                                              | —          | 3× Gold3   | Platin1    | 145.000   | ifpi.dk DK2          |
| Deutschland (BVMI)                                                                           | —          | Gold1      | —          | 200.000   | musikindustrie.de    |
| Italien (FIMI)                                                                               | —          | 2× Gold2   | —          | 60.000    | fimi.it              |
| Neuseeland (RMNZ)                                                                            | —          | 2× Gold2   | —          | 22.500    | radioscope.co.nz     |
| Niederlande (NVPI)                                                                           | —          | Gold1      | —          | 45.000    | nvpi.nl              |
| Polen (ZPAV)                                                                                 | —          | 2× Gold2   | 2× Platin2 | 150.000   | olis.pl              |
| Schweden (IFPI)                                                                              | —          | —          | Platin1    | 80.000    | sverigetopplistan.se |
| Spanien (Promusicae)                                                                         | —          | Gold1      | —          | 30.000    | elportaldemusica.es  |
| Vereinigtes Königreich (BPI)                                                                 | 3× Silber3 | 2× Gold2   | —          | 1.100.000 | bpi.co.uk            |
| Insgesamt                                                                                    | 3× Silber3 | 17× Gold17 | 6× Platin6 |           |                      |

## Awards und Nominierungen
| Jahr | Ceremony | Nominierung   | Kategorie                  | Result    |
| ---- | -------- | ------------- | -------------------------- | --------- |
| 2013 | Popdust  | Conor Maynard | Next Pop Superstar of 2013 | Nominiert |